# L-Carnosin
Carnosin (β-Alanyl-L-histidin) ist ein Dipeptid, aufgebaut aus den Aminosäuren β-Alanin und L-Histidin.
Carnosin wurde zuerst 1900 von Wladimir Gulewitsch und seinem Studenten Amiradzibi isoliert und Gulewitsch fand auch 1907 die korrekte Strukturformel.

## Beschreibung
Carnosin ist in erhöhten Konzentrationen im humanen Muskel- und im Gehirngewebe vorhanden. Bei Vögeln findet sich stattdessen das Methyl-Derivat Anserin.
Eine 2021 veröffentlichte Auswertung verschiedener Studien ergab, dass die Gabe von Carnosin (z. B. in Form eines Nahrungsergänzungsmittels) bei autistischen Kindern keinen nachweisbaren Einfluss auf deren Symptomatik hat. So gab es weder Effekte hinsichtlich des sozialen Verhaltens oder der Kommunikation, noch auf starre, sich wiederholende Verhaltensmuster. Carnosin kann den Corticosteronspiegel steigern. So lässt sich die Hyperaktivität und Reizbarkeit erklären, die bei der Verabreichung zu beobachten ist.
Die Reaktion von Carnosin mit ROS (reactive oxygen species) wurde getestet. Es kann diese sowie α-β-ungesättigte Aldehyde, die bei der Peroxidation von Fettsäuren der Zellmembran während des oxidativen Stresses gebildet werden, gut abfangen (scavenger). Es kann verschiedene Metallionen chelieren und die Glykation verhindern.
Hingegen wurden einige Untersuchungen bezüglich des nützlichen Effektes von N-Acetylcarnosin in Bezug auf die Erkrankung Grauer Star noch nicht überprüft. Britain's Royal College of Ophthalmologists erklärte, dass weder Sicherheit noch Wirksamkeit ausreichend demonstriert worden sind, um den Einsatz zu verantworten.